# Alcoba
Alcoba – gmina w Hiszpanii, w prowincji Ciudad Real, w Kastylii-La Mancha, o powierzchni 307,1 km². W 2011 roku gmina liczyła 727 mieszkańców.